# Witold Zawadowski
Witold Eugeniusz Zawadowski (ur. 23 lutego 1888 w Skobełce, zm. 12 sierpnia 1980 w Warszawie) – polski lekarz radiolog uznawany za pioniera radiologii w Polsce, pułkownik lekarz Wojska Polskiego, profesor Uniwersytetu Warszawskiego i Akademii Medycznej w Warszawie, członek PAU i PAN, autor licznych prac naukowych, dotyczących np. zapalenia płuc, radiologicznego obrazowania pierwotnego nowotworu płuc, zestawionego z obrazowaniem anatomopatologicznym i in.

## Życiorys

### Okres 1888–1913
Urodził się w zubożałej rodzinie ziemiańskiej. Jego ojcem był Teodor Zawadowski (dzierżawca majątków) a matką Tekla z Butkiewiczów. Miał młodszego brata Jana, później znanego malarza.
Ukończył w 1907 roku gimnazjum we Lwowie. Dyplom lekarski otrzymał w 1913 roku na wydziale lekarskim Uniwersytetu Lwowskiego. Przed I wojną światową był członkiem Związku Walki Czynnej.

### I wojna światowa i wojna polsko-bolszewicka
W latach 1914–1918 służył w wojsku austriackim, od 1918 roku w Wojsku Polskim. Jako lekarz batalionowy Sanockiego Pułku Piechoty uczestniczył w kampanii zimowej w Karpatach. W 1917 roku został ordynatorem oddziału wewnętrznego i dermatologicznego szpitala wojskowego w Przemyślu i Jarosławiu. Radiologią zainteresował się czasie krótkiej praktyki w wiedeńskiej klinice radiologicznej profesora Guido Holzknechta (zrezygnował z zamiaru poświęcenia się dermatologii).
W roku 1918 dowodził jednostkami zabezpieczenia medycznego Dywizji Piechoty, dowodzonej przez gen. Władysława Sikorskiego. 6 sierpnia 1920 roku został zatwierdzony w stopniu majora z dniem 1 kwietnia 1920 roku, w korpusie lekarskim, w grupie lekarzy z byłej cesarskiej i królewskiej Armii. W czasie wojny z bolszewikami, pełnił służbę w Naczelnym Dowództwie WP na stanowisku kierownika Sekcji I Personalnej Szefostwa Sanitarnego. 3 maja 1922 roku został zweryfikowany w stopniu majora ze starszeństwem z dniem 1 czerwca 1919 roku. Pełnił służbę w 1 Batalionie Sanitarnym w Warszawie.

### Dwudziestolecie międzywojenne
3 listopada 1922 roku został przydzielony do Wyższej Szkoły Wojennej w Warszawie, w charakterze hospitanta Kursu doszkolenia  1922–1923. W grudniu 1923 roku, po ukończeniu kursu, został przydzielony do Oddziału IV Sztabu Generalnego. Z dniem 1 grudnia 1924 roku został przeniesiony do 1 Pułku Artylerii Przeciwlotniczej w Warszawie z równoczesnym odkomenderowaniem na roczny kurs doszkolenia w Wyższej Szkole Wojennej w Paryżu (École supérieure de guerre).
W tym samym czasie studiował na Wydziale Radiologii Uniwersytetu Paryskiego, praktykując w paryskich szpitalach pod kierunkiem Louisa Delherma, André Barretta i Josepha Belota. Uzyskał tytuł specjalisty radiologa. W latach 1925–1938 odwiedzał szpitale w Londynie i Bristolu, Hamburgu, Sztokholmie, Berlinie, Strasburgu i Zurychu. Po powrocie popularyzował w Polsce nowoczesne osiągnięcia radiologii światowej.
Od roku 1925 kierował Zakładem Rentgenologii Szpitala Ujazdowskiego, który był wówczas uważany za najnowocześniejszy w Warszawie. Prowadził badania naukowe oraz zajęcia dla studentów (wykłady, ćwiczenia oraz szkolenia przed- i podyplomowe). W 1928 roku zainicjował prowadzenie  dla wszystkich polskich lekarzy dwumiesięcznych kursów z zakresu radiodiagnostyki. Uzyskał habilitację w roku 1930. W 1931 roku opublikował pracę pt. "O cieniach towarzyszących przyżebrowych", która znalazła trwałe miejsce w literaturze specjalności (podważył założenia obowiązującej teorii H. Asmanna).
Do 1939 roku pełnił służbę w Centrum Wyszkolenia Sanitarnego w Warszawie na stanowisku kierownika naukowego Oddziału Radiologicznego Szpitala Szkolnego. Jednocześnie pełnił funkcję wiceprezesa Polskiego Lekarskiego Towarzystwa Radiologicznego i kierował prywatnym Zakładem Rentgenologicznym dla diagnostyki i terapii przy ulicy Poznańskiej 17 w Warszawie.
18 lutego 1930 roku został mianowany podpułkownikiem ze starszeństwem z dniem 1 stycznia 1930 roku i 6. lokatą w korpusie oficerów sanitarnych, w grupie lekarzy. Awansowany na pułkownika ze starszeństwem z dniem 19 marca 1938 roku i 2 lokatą w korpusie oficerów służby zdrowia, w grupie lekarzy.

### II wojna światowa
W czasie okupacji dr ppłk Witold Zawadowski – kierownik Oddziału Radiologicznego w Szpitalu Ujazdowskim – uczył radiologii na tajnych kompletach medycznych.
Po wybuchu powstania warszawskiego prowadził przy ul. Poznańskiej 17 Zakład Rentgenologiczny, który obsługiwał wszystkie okoliczne szpitale. Był czynny całą dobę dzięki uruchomieniu przez żołnierzy zgrupowania "Zaremba-Piorun" prowizorycznej elektrowni w Zakładach Jajczarsko-Mleczarskich przy ul. Hożej 51.
Po kapitulacji powstania warszawskiego pracował w szpitalach polowych w Milanówku, Podkowie Leśnej i Pruszkowie.

### Okres powojenny

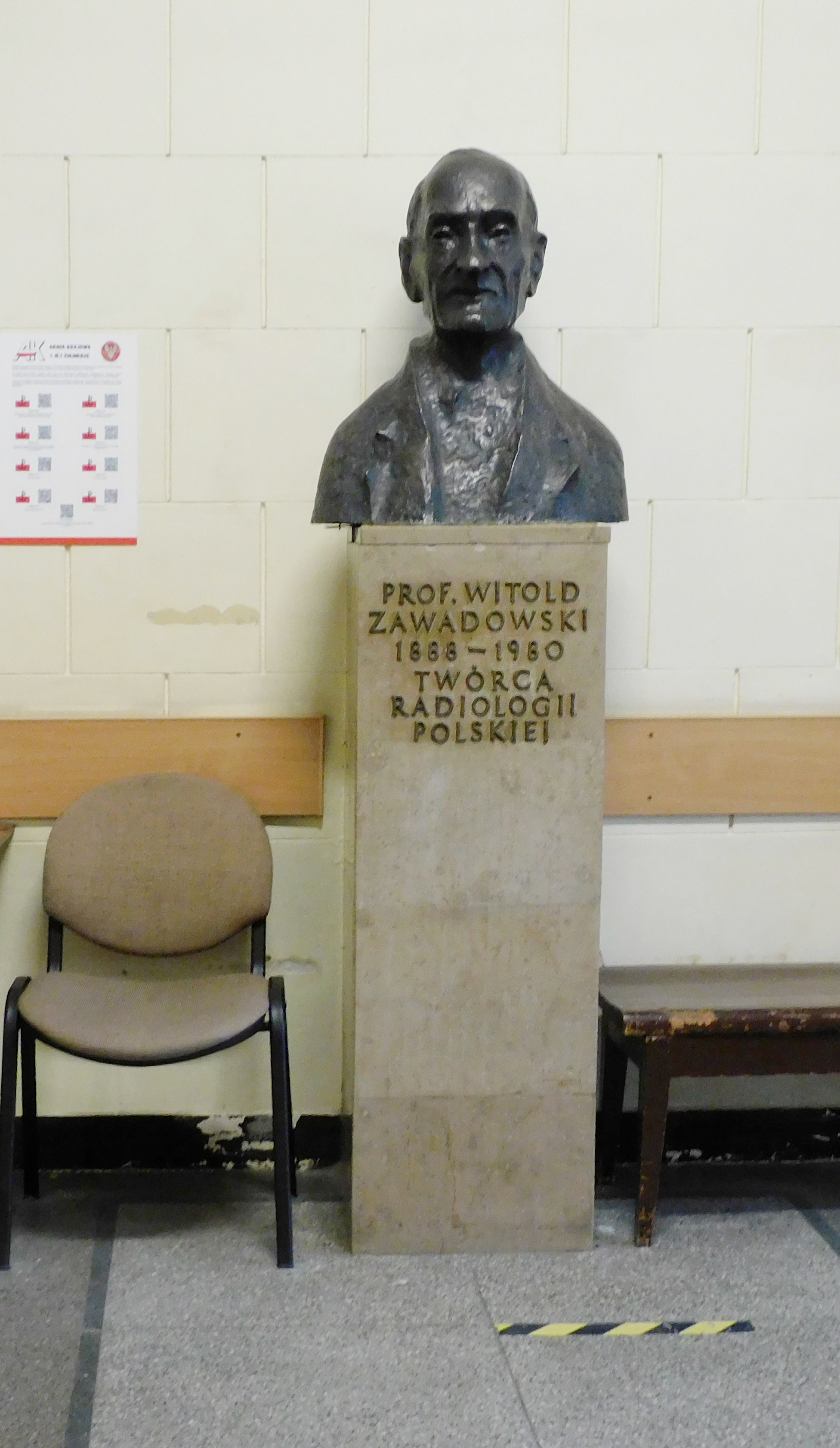
Popiersie w Szpitalu Klinicznym Dzieciątka Jezus (Warszawski Uniwersytet Medyczny)

Po powrocie do zburzonej Warszawy utworzył prowizoryczny oddział radiologiczny na Pradze (ul. Boremloweska 6/12), który stał się zaczątkiem Katedry Radiologii Lekarskiej Uniwersytetu Warszawskiego. Od 1946 roku był profesorem tego uniwersytetu. W maju 1945 roku został kierownikiem Oddziału 
Radiologicznego Szpitala Dzieciątka Jezus, a wkrótce również
konsultantem-radiologiem w Szpitalu Przemienienia Pańskiego i Szpitalu Wolskim. Od 1950 roku był profesorem Akademii Medycznej w Warszawie.
W 1948 roku został członkiem Polskiej Akademii Umiejętności (PAU), a w 1952 roku członkiem PAN. Był konsultantem krajowym w zakresie rentgenologii, redaktorem „Polskiego Przeglądu Radiologicznego” (od 1955 roku „Polski Przegląd Radiologii i Medycyny Nuklearnej”).
Był wychowawcą wielu przyszłych radiologów i autorem licznych publikacji naukowych, dotyczących przede wszystkim rentgenodiagnostyki narządów klatki piersiowej.
W 1975 roku tytuł Doktor honoris causa nadała mu Akademia Medyczna w Warszawie, a w roku 1976 Wojskowa Akademia Medyczna im. gen. dyw. Bolesława Szareckiego w Łodzi.
Zmarł w Warszawie 12 sierpnia 1980 roku. Został pochowany na cmentarzu Powązkowskim (kwatera 139-4-4,5).

## Ordery i odznaczenia
- Krzyż Srebrny Orderu Wojskowego Virtuti Militari[3]
- Krzyż Oficerski Orderu Odrodzenia Polski (22 lipca 1951)[15]
- Krzyż Kawalerski Orderu Odrodzenia Polski (11 listopada 1937)[16]
- Krzyż Walecznych (dwukrotnie, po raz pierwszy w 1921)[17]
- Złoty Krzyż Zasługi (19 marca 1931)[18]
- Krzyż na Śląskiej Wstędze Waleczności i Zasługi[3]
- Medal Pamiątkowy za Wojnę 1918–1921[3]
- Medal Dziesięciolecia Odzyskanej Niepodległości[3]
- Srebrny Medal za Długoletnią Służbę[3]
- Brązowy Medal za Długoletnią Służbę[3]

## Życie prywatne
Od 1920 roku żonaty z Marią Antoniną z Jastrzębiec-Popławskich, z którą miał pięciu synów. Najstarszy, Andrzej (1922–1943) ps. „Gruby”, „Andrzej Gruby”, zginął pod Wolą Pękoszewską w czasie starcia z niemiecką żandarmerią. W czasie okupacji lub powstania (1944) zginął również Witold (1923–1941) (rozjechany przez samochód policyjny) i Janusz (1926–1944). W powstaniu uczestniczył również przedostatni syn Marii Antoniny i Witolda Zawadowskich, Jerzy Tytus (1928–2011). Najmłodszy, Wacław ps. „Gacek” (ur. 1931), harcerz Szarych Szeregów, ze względu na młody wiek nie brał udziału w walkach.